# Hugo Guimarães Silva Santos Almeida
Hugo Guimarães Silva Santos Almeida (sinh ngày 6 tháng 1 năm 1986) là một cầu thủ bóng đá người Brasil.

## Sự nghiệp câu lạc bộ
Hugo Guimarães Silva Santos Almeida đã từng chơi cho Ventforet Kofu, Roasso Kumamoto và Fagiano Okayama.